# Do the Bartman
"Do the Bartman" er en sang, der er skrevet af Michael Jackson til Bart Simpson i serien The Simpsons.
| Musik | Spire Denne musikartikel er en spire som bør udbygges. Du er velkommen til at hjælpe Wikipedia ved at udvide den. |